# Ocupación chilena de Antofagasta

Esquema con el Departamento del Litoral. El paralelo 23°S pasa por la localidad de Mejillones y es, como su nombre lo indica, paralelo al 24°S que, a su vez era entonces la frontera entre Bolivia y Chile.

La  ocupación chilena de Antofagasta es el conjunto de hechos de carácter militar y político ocurridos durante febrero y marzo de 1879 que condujeron al control militar y luego político por parte de Chile del hasta entonces Departamento del Litoral de Bolivia. Es la primera campaña militar en el marco de la Guerra del Pacífico. 
Tras la imposición de un impuesto de 10 centavos por 100 kg de nitrato exportado a la Compañía de Salitres y Ferrocarriles de Antofagasta (CSFA) a pesar de la expresa prohibición de nuevos o aumentos de impuestos a empresas y personas chilenas en el Tratado de 1874 entre Bolivia y Chile, la CSFA se negó a pagar y, tras un año de fracasados intentos de solución, el gobierno boliviano de Hilarión Daza rescindió las licencias de explotación, confiscó los bienes de la compañía y los puso a remate para el 14 de febrero de 1879. Al conocer esta medida el 11 de febrero, el gobierno chileno de Aníbal Pinto Garmendia consideró terminadas las negociaciones y roto el tratado limítrofe y ordenó ese mismo día desde Valparaíso la reivindicación de los territorios al sur del paralelo 23°S, a cuyos derechos Chile había renunciado en los tratados de 1866 y 1874 a cambio de ciertos derechos económicos.
La ocupación del puerto de Antofagasta se realizó el 14 de febrero de 1879 y en pocos días los poblados de Mejillones y Caracoles, ambos al sur del paralelo 23°S, quedaron bajo control chileno sin resistencia y con el apoyo de la población que era mayoritariamente chilena.
El 22 de febrero salió del Callao una delegación peruana a cargo de José Antonio de Lavalle para mediar entre Bolivia y Chile, que duró hasta fines de marzo pero que no tuvo éxito. El primero de marzo el presidente boliviano Hilarión Daza declaró la guerra a Chile, la interrupción del comercio con Chile, el alistamiento de las tropas de reserva, la expulsión de todos los chilenos residentes en Bolivia y la confiscación de sus bienes.
Tras ese decreto y con el fin de impedir el uso de los puertos del Pacífico o concentraciones militares en la región, el gobierno chileno ordenó la ocupación militar del resto del Departamento del Litoral, esto es hasta el río Loa que era la frontera con Perú. Los poblados de Tocopilla (puerto), Cobija (puerto) Calama y San Pedro de Atacama fueron ocupados por tropas chilenas. Chile no pretendía derechos sobre esa región y solicitó a los empleados bolivianos continuar sus funciones sin intervenir en asuntos militares. Durante el avance militar en la zona ocurrió el combate de Calama el 23 de marzo.
Tras el fracaso de las negociaciones directas, la mediación peruana y el rechazo peruano a una declaración inmediata de neutralidad, Chile declaró la guerra a Perú y a Bolivia el 5 de abril de 1879. Cronológicamente la ocupación está al inicio de la guerra del Pacífico aunque no es considerada su causa primaria.

## Geografía, toponimia y división administrativa

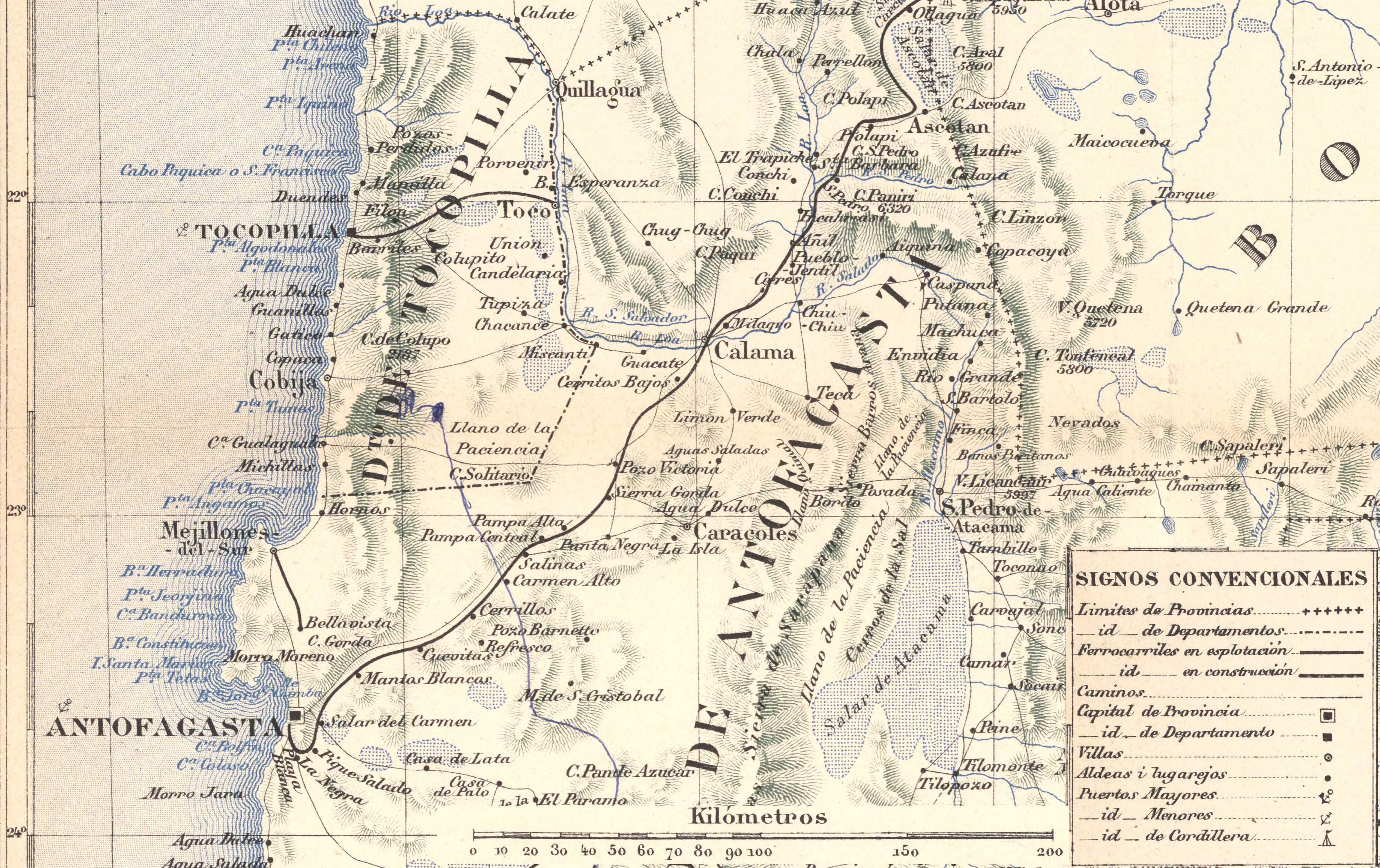
Sección de un mapa de Antofagasta por Eduardo Espinoza en 1895, entre Río Loa y 24°S. Se debe tener presente que en 1879 no todos las vías señalados en el mapa existían. La línea férrea llegaba solo hasta Las Salinas, a mitad de camino a Calama.
Meses después, en diciembre de 1879, la 5. División del ejército boliviano llegó hasta San Antonio de López (arriba, a la derecha) mas no logró avanzar debido a la falta de pertrechos y abastecimientos.

La región está ubicada en el Desierto de Atacama y por el este limita con el Altiplano. La zona es seca aunque el Río Loa permite agricultura a sus orillas. En 1879 los principales poblados eran Antofagasta (puerto), Salar del Carmen, centro de la explotación del nitrato, Mejillones (puerto), Tocopilla, Cobija (puerto), Calama y San Pedro de Atacama. También el Mineral de Caracoles, que había llegado a ser un importante centro de la explotación de la plata.
El departamento boliviano comprendía, por el sur, desde el paralelo 24°S, que era el límite entre Bolivia y Chile fijado por el tratado de 1874, hasta la desembocadura del Río Loa que era a menudo el término utilizado para denotar la frontera con Perú, dado que esa frontera completa nunca fue fijada en terreno y existen mapas contemporáneos con diferentes límites. (Ver el mapa de M. Paz Soldán, donde la frontera cruza el Río Loa y termina al sur de su desembocadura. En el mapa de Eduardo Idiaquez la frontera no cruza el río sino que coincide hasta la desembocadura).
La franja desde el paralelo 24°S hasta el 23°S fue la reivindicada por Chile en febrero de 1879. La zona norte del Litoral boliviano (Tocopilla y Cobija), entre el paralelo 24°S y la frontera del Perú, no fue reclamada ni ocupada por Chile inicialmente.
La frontera oriental del departamento no estaba consensuada entre Argentina y Bolivia y sería posteriormente objeto del Litigio de la Puna de Atacama.
El viaje desde la costa a La Paz a través del desierto, la cordillera de los Andes y el Altiplano demoraba 14 o 15 días por regiones prácticamente deshabitadas lo que impidió, por lo menos en parte, la explotación de la zona desde Bolivia, pero también su defensa.

## Antecedentes
La empresa chilena Compañía de Salitres y Ferrocarriles de Antofagasta (CSFA), formada por capitales chilenos y británicos (la participación inglesa se remitía al 30% de propiedad de la firma Gibbs) había obtenido del gobierno boliviano licencias exentas de impuesto para la explotación de nitrato en Antofagasta. La CSFA también estaba protegida por artículo 4 del Tratado Limítrofe de 1874, en que Bolivia se había comprometido a no aumentar los impuestos existentes ni crear nuevos durante 25 años. Una controvertida resolución de la Asamblea Constituyente de Bolivia dio por aprobado el contrato de explotación de nitrato por parte de la CSFA a condición de pagar un impuesto de 10 centavos por quintal de salitre (100 kg) exportado. La CSFA solicitó la representación del gobierno chileno en su causa. En el gobierno de Chile había mucho más interés en salvar otras inversiones chilenas en Bolivia que quedarían embargadas en territorio aún bajo control boliviano en caso de conflicto, como Corocoro, Caracoles y Huancachaca.
Durante el año 1878 se buscó una solución diplomática, incluido el financiamiento chileno a una línea férrea desde Antofagasta al Altiplano, pero no hubo acuerdo. En noviembre de 1878 el encargado chileno en La Paz había advertido al gobierno de Hilarión Daza que nuevos impuestos sobre empresas chilenas significarían la anulación del tratado de 1874. En diciembre de 1878, Chile envió la fragata Blanco Encalada a la zona.
Finalmente, el 1 de febrero de 1879, Daza ordenó la confiscación y remate de las instalaciones de la empresa chilena, por no pagar el impuesto impagos desde hace un año. Tras este acto el gobierno chileno consideró roto el tratado Limítrofe de 1874.
El encargado de Negocios en Bolivia, Pedro Nolasco Videla, dejó una última nota en La Paz, donde se lee:

«Roto el tratado del 6 de agosto de 1874, porque Bolivia no ha dado cumplimiento a las obligaciones en él estipuladas, renacen para Chile los derechos que legítimamente hacía valer antes del tratado de 1866 sobre el territorio a que ese tratado se refiere. En consecuencia, el Gobierno de Chile ejercerá todos aquellos actos que estime necesarios para la defensa de sus terrirorios y el Excelentísimo Gobierno de Bolivia no debe ver en ellos sino el resultado lógico del rompimiento que ha provocado y de su negativa reiterada para buscar una solución justa e igualmente honrosa para ambos países».
Pedro Nolasco Videla Hidalgo.: 121 

En la mañana del 11 de febrero durante una reunión del presidente de Chile y su gabinete se recibió un telegrama desde el norte que anunciaba la rescisión, embargo y remate de los bienes de la CSFA. El gobierno chileno consideró esas acciones como violación directa del tratado, porque ya no se remataría una salitrera por no cumplir una ley (que acababa de ser suspendida) sino que las embargaba por una acción de su gobierno.: 121  Pinto ordenó que el Cochrane y el O'Higgins, a la sazón en Caldera, zarparan a Antofagasta y junto con el Blanco Encalada reivindicaran los derechos que Chile había cedido a Bolivia en el tratado de 1874.

## Revindicación de la franja del 24°S al 23°S

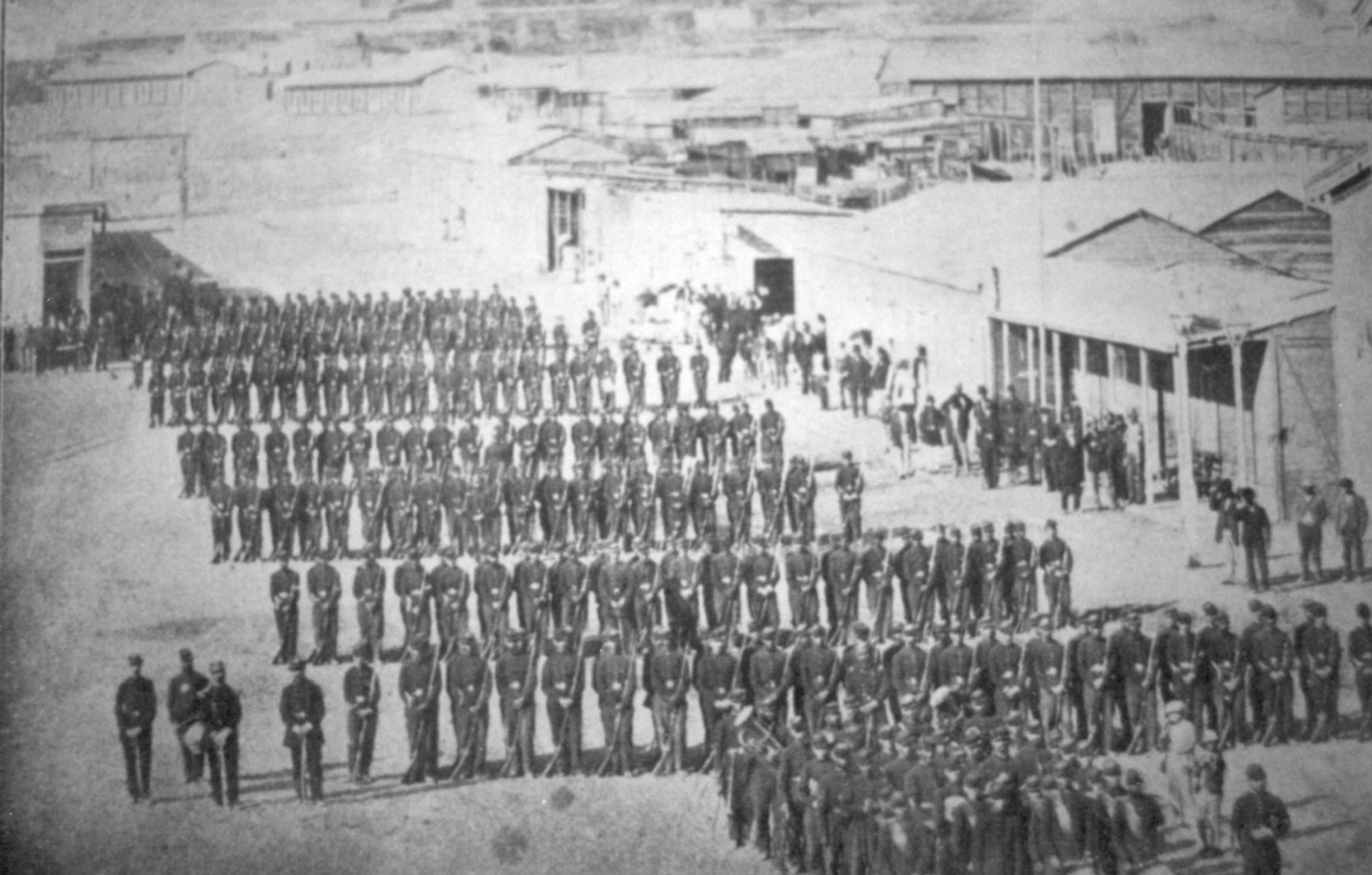
Compañías de Artillería de Marina y del Batallón N.º 3 de Línea, formados en columnas en la Plaza Colón tras el desembarco.

El 14 de febrero, a las 6:10 de la mañana arribaron a Antofagasta los buques chilenos Cochrane y O’Higgins, sumándose al Blanco Encalada que permanecía en el puerto desde el 26 de diciembre. A las 7:40 se desprendió del Cochrane una lancha que llevó al capitán José Manuel Borgoño en calidad de parlamentario ante las autoridades bolivianas. En el muelle ya lo esperaba el cónsul de Chile en Antofagasta, Nicanor Zenteno, quien, días antes y secretamente, había recibido del ministro de Relaciones Exteriores de Chile, Alejandro Fierro, una comunicación fechada en Valparaíso el 12 de febrero y en ella le decía:

«En pocas horas más el litoral que nos pertenecía antes de 1866, será ocupado por fuerzas de mar y tierra de la república y V.S. asumirá el cargo de Gobernador Político y Civil de ese territorio. En el desempeño de estas delicadas funciones recomiendo a V.S., que no omita diligencia para que las personas e intereses de todos los habitantes de ese litoral sean respetados y garantidos, como sucede bajo el imperio de nuestras leyes, a fin de evitar reclamaciones de cualquier género que sean y, hacer, en cuanto sea posible, simpática nuestra administración aún a los mismos bolivianos allí residentes»
Alejandro Fierro, Ministro de RR.EE. de Chile: 97 

Borgoño y Zenteno se dirigieron a la Prefectura donde fueron recibidos por Severino Zapata, a quien entregaron una nota redactada por el coronel Emilio Sotomayor, jefe de las fuerzas de desembarco, que decía:

Antofagasta, febrero 14 de 1879

Señor Prefecto:

Considerando el Gobierno de Chile, considerando roto por parte de Bolivia el Tratado de 1874, me ordena tomar posesión con las fuerzas de mi mando del territorio comprendido en el grado 23. A fin de evitar todo accidente desgraciado espero que usted tomará todas las medidas necesarias para que nuestra posesión sea pacífica, contando usted con todas las garantías necesarias como asimismo sus connacionales. Dios guarde a usted.
Emilio Sotomayor, comandante de las Fuerzas Expedicionarias de Chile.: 98 

Entregada la misiva, el capitán de Artillería de Marina don José Manuel Borgoño, retornó al Cochrane. A las 8:40 comenzó el desembarco de una Compañía del Regimiento de Artillería de Marina y una Compañía del Regimiento de Infantería n.º 1 "Buin". 
En forma simultánea a las maniobras de desembarco, soldados del Regimiento 2° de Línea transbordaron a la corbeta O'Higgins y al acorazado Blanco Encalada. El plan era que, mientras el Cochrane protegía el desembarco chileno en Antofagasta, la O'Higgins debería tomar posesión de Mejillones, el otro puerto al sur del paralelo 23°S.
El desembarco chileno en Antofagasta, se desarrolló sin contratiempos; los soldados chilenos llegaron a la playa sin ser molestados. Las tropas bolivianas, permanecieron en el local de la Prefectura del departamento de Cobija (también conocido como Lamar). Ya con la tropa desembarcada e incluso desembarcado el mismo coronel Sotomayor, recibió éste la respuesta del prefecto Severino Zapata, que decía:

Mandado por mi gobierno a ocupar la Prefectura de este departamento solo podré salir a la fuerza. Puede usted emplear ésta, que encontrará ciudadanos bolivianos desarmados, pero dispuestos al sacrificio y al martirio. No hay fuerzas con que contrarrestar a tres buques blindados de Chile, pero no abandonaremos este puerto sino cuando se consume la invasión armada. Desde ahora y para cuando haya motivo, protesto a nombre de Bolivia y mi gobierno contra el incalificable atentado que se realiza. Dios guarde a usted.
Severino Zapata, Prefecto: 98 

Las órdenes dadas a Sotomayor eran: «la ocupación de los territorios comprendidos entre los paralelos 23 y 24, tenía que ser pacífica, dando a las autoridades bolivianas todas las facilidades para abandonarlo». Así se lo hizo saber al Prefecto boliviano. Se le hizo saber también a Zapata, que debía entregar las armas a la guarnición chilena desembarcada.
La guarnición boliviana de 35-40 hombres se retiró a Cobija. Severino Zapata y otras autoridades bolivianas se embarcaron dos días más tarde en el vapor Amazonas de la Pacific Steam Navegation Company.: 192–194 
Ese mismo día se ocupó también Mejillones por fuerzas llegadas con la corbeta O'Higgins comandada por Jorge Montt. También se envió por el ferrocarril existente fuerzas para ocupar Carmen Alto, en extremo este de la línea de ferrocarril y zona de extracción del salitre.: 160–161  Inmediatamente se envió desde Antofagasta al capitán Francisco Carvallo con setenta artilleros de Marina a ocupar Salar del Carmen y Caracoles.
Entre las primeras medidas tomadas por la nueva administración estuvo la creación de cuatro batallones de 600 hombres cada uno en las localidades de Antofagasta, Carmen Alto y Caracoles. Existía en la zona un gran resentimiento contra las autoridades bolivianas por las graves injusticias a que se había sometido a los trabajadores chilenos bajo la administración boliviana.
También se extendió la línea del telégrafo desde el puerto de Antofagasta hasta Caracoles, el extremo este de la ocupación chilena: pág. 161  y bajo el mar se realizó la conexión al cable submarino a Valparaíso.: 252  El coronel Cornelio Saavedra Rodríguez fue nombrado jefe militar de la ocupación.
Se debe tener presente que Bolivia declaró la guerra a Chile el 1 de marzo, en medio de la mediación peruana de José Antonio de Lavalle, y que hasta el final de la mediación existió la posibilidad de una salida diplomática a la crisis. Es decir, nada había ocurrido que significase una declaración de guerra (salvo la invasión militar a territorio ajeno, con tropas armadas), ni aun la misma declaración de guerra boliviana del 1 de marzo no era sino una declaración formal, pero no se había combatido hasta entonces. También, la franja del Litoral boliviano entre el paralelo 23°S y el Río Loa seguía bajo control boliviano, no era pretendida por Chile y separaba a Perú de la zona en disputa.
El historiador boliviano Roberto Querejazu Calvo llama esta ocupación cautelosa, escrupulosa porque dejaba a Bolivia aún los puertos de Cobija y Tocopilla y toda una franja de territorio hasta Perú.: 215–216 

## Mediación peruana en la crisis y declaración de guerra de Bolivia a Chile

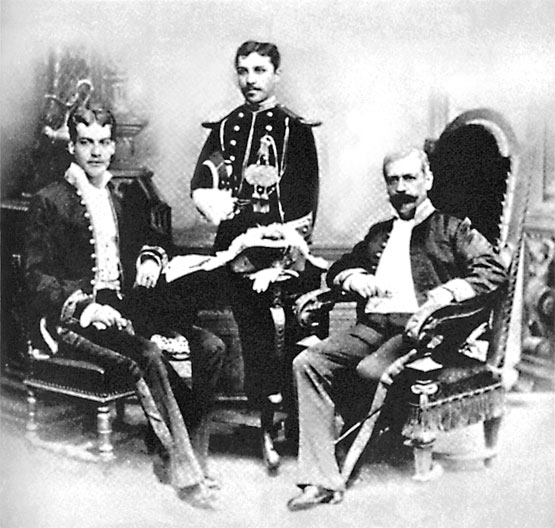
Miembros de la misión diplomática peruana que viajó a Chile para mediar en el conflicto chileno-boliviano. De izquierda a derecha Secretario Javier Melecio Casós, de pie el agregado militar Hernando de Lavalle; y el ministro plenipotenciario José Antonio de Lavalle.

Una vez conocida en Lima la noticia del desembarco, el gobierno peruano envió a José Antonio de Lavalle salir con destino a Chile el 22 de febrero para intentar una mediación. El 4 de marzo llegó Lavalle a Valparaíso para comenzar las negociaciones.
Existen versiones contrapuestas de cuando se conoció en La Paz la noticia del desembarco en Antofagasta y cuando fue dada a conocer por Daza al público. Según Benjamín Vicuña Mackenna la noticia llegó a La Paz el 20 de febrero, "jueves de los compadres" durante el carnaval, y fue guardada hasta el 26 para no impedir las celebraciones.: 205  Otros, afirman que la noticia llegó el 26 y que fue dada a conocer inmediatamente al pueblo por Daza junto a una proclama al pueblo y decretó la expulsión de los chilenos.: 226 
El Perú, que había suscrito el Tratado de Alianza Defensiva con Bolivia de carácter secreto en 1873 y había buscado la adhesión de Argentina, que no ocurrió finalmente, trató de persuadir al gobierno de La Paz para someterse a un arbitraje con la misión de José Luis Quiñones, y ordenó preparar su armada y alistar su ejército mientras intentaba obtener de Argentina por lo menos barcos de guerra como empréstito o en compra.: 151  Para mediar en el conflicto, envió a su ministro plenipotenciario José Antonio de Lavalle a Chile con una oferta de mediación bajo la condición de que Chile se retirase de Antofagasta, pero sin garantía de que Bolivia levantaría el embargo de la propiedad o suspendería el impuesto. El canciller chileno inquirió al plenipotenciario peruano sobre la existencia de un "Tratado Secreto" firmado con Bolivia en 1873. Lavalle, que a más tardar lo conocía desde el inicio de su viaje, soslayó la pregunta y le indicó que en la comisión diplomática del congreso a la que él había pertenecido no se había tocado ese tema.
El 1 de marzo, el gobierno de Bolivia emitió un decreto en el que declaró en estado de guerra, la interrupción del comercio y las comunicaciones con Chile, la expulsión de los residentes chilenos, el embargo de sus bienes, propiedades e inversiones, y reversión de toda transferencia de intereses chilenos hecha con posterioridad al 8 de noviembre, cuando el gobierno chileno había advertido de las consecuencias de la no suspensión del impuesto en cuestión. 
El 17 de marzo Joaquín Godoy Cruz, ministro plenipotenciario de Chile en Lima, exigió al gobierno peruano una declaración perentoria de neutralidad. Tres días más tarde, el presidente peruano reconoció ante el representante chileno que el tratado secreto existía y que convocaría al congreso peruano para el 24 de abril a razón de evaluar qué actitud tomar ante Chile y Bolivia.: 148 : 330  Ambas medidas, la mediación y la convocación al congreso, fueron entendidas en Chile como un ardid peruano para ganar tiempo.: 152 

## Ocupación de la zona del 23°S hasta la desembocadura del Río Loa

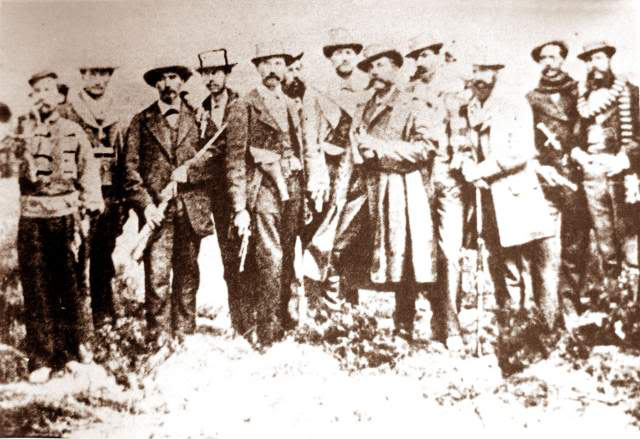
Grupo de civiles bolivianos que encabezaron la resistencia en Calama. Al centro izq. con fusil en ristre Severino Zapata, al centro con revólver en mano, Eduardo Abaroa, al centro der., coronel Ladislao Cabrera..

Una vez ocupada la región sur del departamento del Litoral, los chilenos comenzaron a reunir informaciones llegadas desde la parte norte que indicaban una acumulación de fuerzas bolivianas en Tocopilla (300 hombres) y que en Calama se reunían los soldados, policías y empleados que habían salido de la zona de la costa ocupada por Chile.: pág. 162  (Posteriormente se supo que no había tales fuerzas en Tocopilla.: pág. 169 )
Tocopilla y Cobija representaban además para Bolivia la posibilidad de recibir envíos de armas y abastecer barcos corsarios, como Daza lo intentó con la oferta de patentes de corso. El 16 de marzo: pág. 170 , Aníbal Pinto autorizó la ocupación de Calama.
La ocupación de la zona norte del departamento representó solo una medida militar, no una reivindicación, y se pidió a los empleados fiscales bolivianos permanecer en sus trabajos con la sola condición de no intervenir en asuntos militares. Los bolivianos se negaron a continuar ejerciendo sus labores y abandonaron la región.: págs. 170-171 
El 21 de marzo fueron desembarcadas fuerzas chilenas desde Cochrane comandado por Enrique Simpson que ocuparon Cobija y un día después Tocopilla.
Desde Caracoles salió el 20 de marzo un destacamento de 600 hombres para ocupar Calama. Tras dos días de marcha sin suficiente agua, en la madrugada del 23 de marzo llegaron al Río Loa, donde ocurrió el combate de Calama en que fuerzas bolivianas de civiles y remanentes fueron vencidas. Los poblados de Chiuchiu y Miscanti cercanos al Río Loa y que eran parte del camino al Altiplano, también fueron ocupados por las fuerzas chilenas.

## Consecuencias

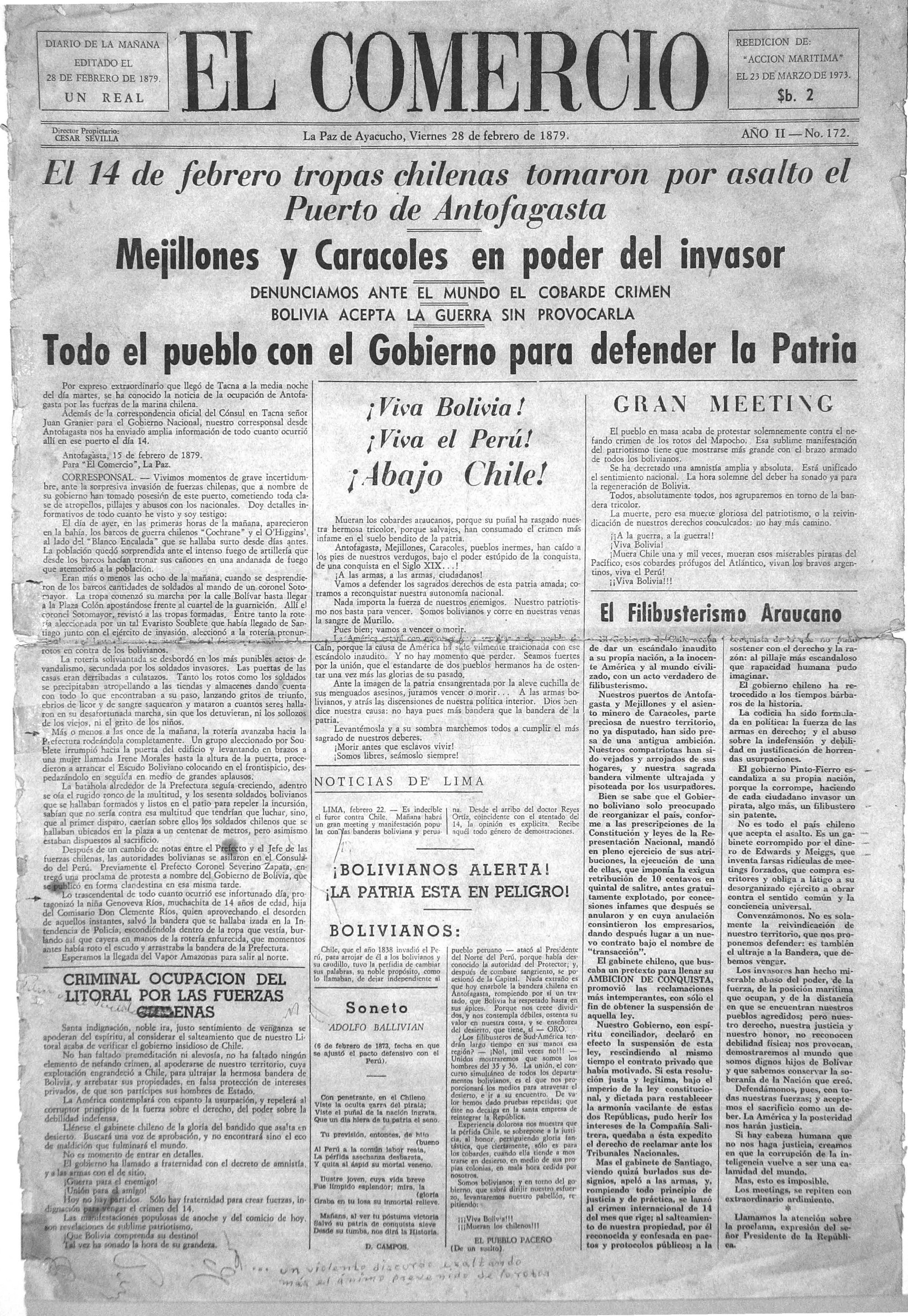
Titulares de El Comercio de La Paz, 28 de febrero de 1879: "Criminal ocupación del Litoral por las fuerzas chilenas". La imagen misma es de una reedición hecha el 23 de marzo de 1973.

La ocupación del Litoral fue el fin del tratado de límites de 1874, que ya había sido violado por Daza con la imposición del impuesto de los 10 centavos y burlado aún más con la rescisión de las licencias de explotación y la confiscación de los bienes de la empresa chilena.
No fue necesariamente el comienzo (causal) de la guerra del Pacífico dado que Bolivia, sin barcos de guerra, sin un ejército operativo y sin líneas de abastecimiento, no podía enfrentar militarmente a un país más armado y organizado como Chile. La existencia del Tratado de Alianza Defensiva (Perú-Bolivia) entre Bolivia y Perú fue la condición que pensó utilizar H. Daza para romper impunemente el tratado de límites de 1874, creyendo que Chile no respondería por temor a Perú.
Desde la ocupación de su litoral, Bolivia no tuvo puertos en el Océano Pacífico lo cual impidió abastecer desde el mar cualquier concentración de tropas aliadas en el sur de Bolivia.: 59 
La ocupación de todo el litoral tuvo repercusiones militares, ya que impidió que Bolivia, sin puertos propios, emitiera Patente de corso que podrían haber malogrado el transporte naval chileno. Asimismo, impidió que Bolivia tuviese bases de operaciones militares en la región, lo que habría dificultado las operaciones chilenas.
Tras la declaración de guerra de Chile a Bolivia y Perú el 5 de abril, Antofagasta se transformó rápidamente en la base de operaciones del ejército expedicionario chileno, desde donde zarpó la Campaña de Tarapacá y donde anteriormente se reclutaron las unidades nuevas sobre la base de los trabajadores del salitre y también a los expulsados del Perú.
A Tocopilla llegaron, a pie tras una travesía por el desierto, muchas familias y trabajadores chilenos expulsados del Perú que no habían logrado huir por barco de la persecuciones desatadas tras el edicto de expulsión.
Desde octubre de 1879 a enero de 1880, la Quinta División del Ejército de Bolivia recorrió el altiplano esperando abastecimientos y órdenes para incursionar sobre el Litoral (ver co:File:Ruta 5. division de Camacho, en 1879-80.svg) pero nunca cruzó hacia el desierto.
En su proclama al pueblo de Calama el 23 de marzo, Emilio Sotomayor destacó: 322  que a partir de entonces los indígenas no pagarían más el tributo indígena a que los obligaba la ley boliviana. En una comunicación de la legación peruana en La Paz, se advierte al gobierno de Lima sobre los temores en la capital de Bolivia debido a rumores de un posible alzamiento indígena a causa «de que los chilenos les traían la abolición del tributo, i la mas amplia independencia de su raza. Los indios de las cercanías habían venido a ponerse de acuerdo con los cholos de esta ciudad, i todo pronosticaba que no estábamos lejos de un tremendo cataclismo».: 121 